# Portrait de Françoise-Renée de Canisy, marquise d'Antin
Le Portrait de Françoise-Renée de Canisy, marquise d'Antin est un tableau peint par Jean-Marc Nattier en 1738. Il représente Françoise-Renée de Carbonnel de Canisy à l'âge de 14 ans (née à Saint-James de Beuvron, le 9 avril 1725 et morte à Paris dans l'ancien 10e arrondissement, le 4 février 1814). Il est conservé au musée Jacquemart-André à Paris.

## Historique
Orpheline à l'âge de trois ans, la fille unique de René-Anne de Carbonnel, comte de Canisy (1683-1728) est mariée en 1737, à l'âge de 12 ans, à Antoine François de Pardaillan de Gondrin, marquis d'Antin, de seize ans son aîné. Le tableau la représente deux ans plus tard, à l'âge de 14 ans, peu de temps avant qu'elle ne devienne veuve. 
Quand il est peint ce tableau en 1738, Jean-Marc Nattier, âgé de cinquante-trois ans, est déjà un peintre à succès. Il deviendra, dix ans plus tard, le portraitiste officiel de la famille royale. 

## Description
La jeune marquise est représentée au pied d'un chêne, surplombant un paysage, retenant de sa main gauche un petit chien noir qui aboie vers une perruche qu'elle tient écartée au bout de sa main droite.  
La composition du tableau est ainsi marquée par la diagonale formée par les bras en forme de courbes inversées. 